# Adonis pyrenaica

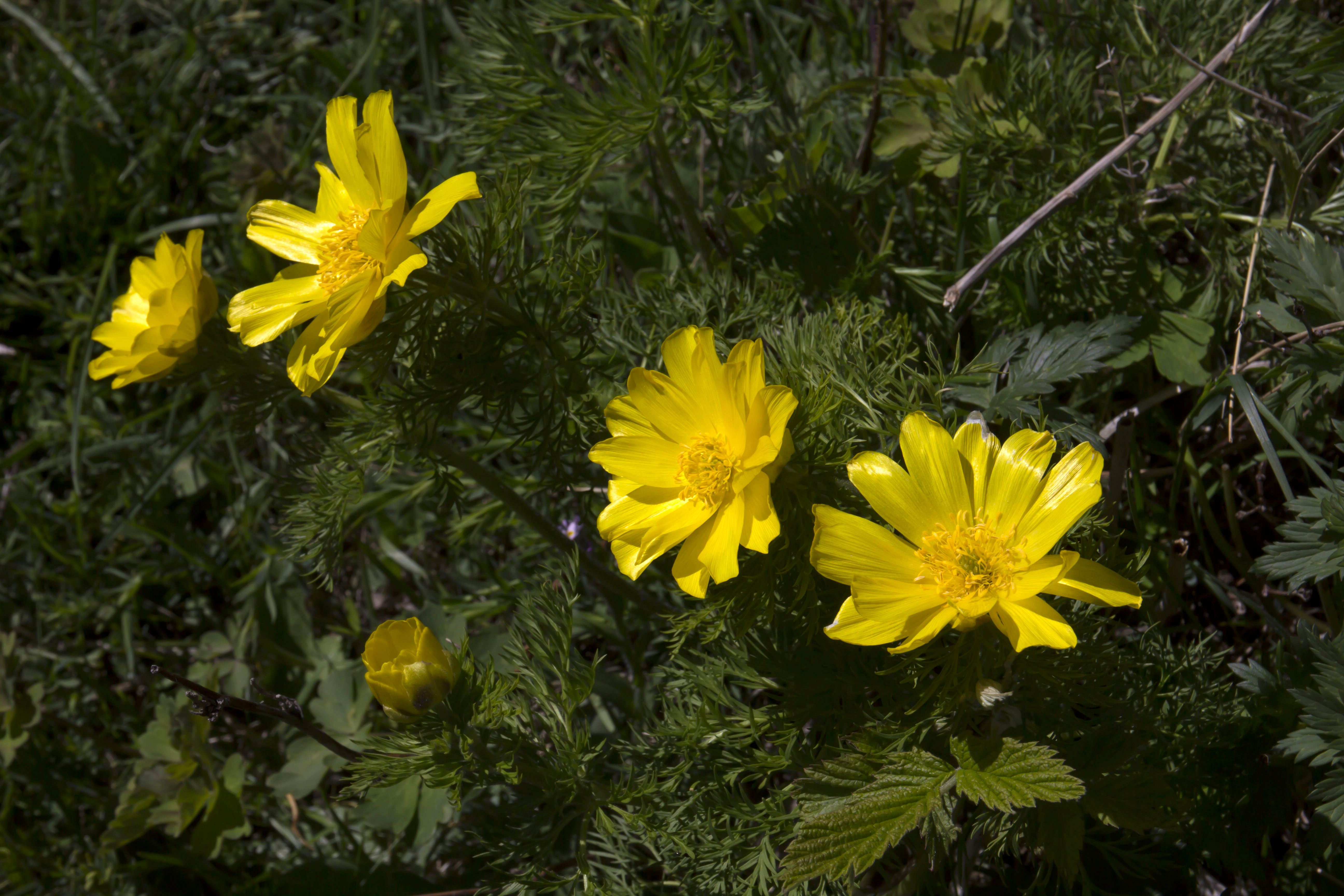
Adonis pyrenaica - Eyne

Adonis pyrenaica es una planta herbácea de la familia de las ranunculáceas. Es originaria de España y Francia.

## Descripción
Es una planta herbácea perennifolia que alcanza un tamaño  de 10 a 45 cm de altura, apenas pubescente. Hojas con limbo bien desarrollado; las basales, grandes, claramente pecioladas y, como las caulinares, 2-4 pinnatisectas. Sépalos glabros o esparcidamente pubescentes, a veces glandulosos. Pétalos 10-15, amarillos. Anteras amarillas. Los frutos en forma de aquenios de 6-7 mm, desde glabros a densamente pubescentes, al menos en la mitad superior; pico 2-3 mm, curvado.

## Distribución y hábitat
Se encuentra en pastos pedregosos y roquedos montanos, calcícola preferentemente; a una altitud de 1500 a 2600 metros, en la cordillera Cantábrica, Pirineos y una localidad en los Alpes marítimos.

## Taxonomía
Adonis pyrenaica, fue descrita  por Augustin Pyrame de Candolle y publicado en Flore Française ed. 3, 5: 635, en el año 1815.
Citología
Número de cromosomas de Adonis pyrenaica (Fam. Ranunculaceae) y táxones infraespecíficos: 
2n = 16.
Etimología
Adonis: nombre genérico que según el Stearn's Dictionary of Plant Names dice: "La flor se supone que se ha originado a partir de la sangre de Adonis que fue corneado a muerte por un jabalí. Era amado por Afrodita y, según algunas versiones fue cortejado sin éxito. Adonis era considerado por los griegos como el dios de las plantas. Se creía que desaparecía  en el otoño y el invierno para volver a aparecer en la primavera y el verano. Para celebrar su regreso, los griegos adoptaron la costumbre semítica de hacer jardines de Adonis, que consistían en ollas de barro de semillas de rápido crecimiento".
pyrenaica: epíteto geográfico que alude a su localización en los Pirineos.
Sinonimia
- Adonanthe pyrenaica (DC.) Spach
- Adonis alpina Rouy & Foucaud
- Adonis apennina Schouw ex DC.
- Adonis distortoides Bonnier
- Chrysocyathus pyrenaicus (DC.) Chrtek & Slavíková
- Cosmarium pyrenaicum Dulac[4]

## Nombres comunes
- Castellano: adonis de los Pirineos.[5]